# آیزیا فیربریس
آیزیا فیربریس (به انگلیسی: Isaiah Firebrace) (زاده ۲۱ نوامبر ۱۹۹۹) خواننده استرالیایی است.
او در مسابقه آواز یوروویژن ۲۰۱۷ نماینده استرالیا بود.